# Gunvor Blomquist
Gunvor Elisabet Blomquist, född Ismark den 6 maj 1923 i Simrishamn, död den 11 februari 2008 i Malmö, var en svensk radioman.

## Biografi
Gunvor Blomquist avlade organistexamen 1942 och examen från Malmö handelsgymnasium 1943. Hon var kanslibiträde och kansliskrivare vid Lunds universitet 1944–1950 och medarbetare i Sveriges radio 1950–1988. Där verkade hon som producent av populärvetenskapliga program från 1953 och redaktör för Värt att veta 1970–1988. Gunvor Blomquist avlade filosofie kandidatexamen vid Lunds universitet 1973 och promoverades till teologie hedersdoktor vid Uppsala universitet 1988. Hon blev hedersledamot av Helsingborgs-Landskrona nation i Lund 1983. Gunvor Blomquist publicerade som redaktör Helgsmål (1970), Värt att veta 80 (1980), Starka kvinnor (1986) och Under Lundagårds kronor (V:1–2, 1991). Hon var styrelseledamot i Fakirensällskapet och i Svenska Rominstitutets vänner samt ledamot av Skånska Akademien. Blomquist tilldelades pris av Svenska Akademien 1977 och medalj av Vetenskapsakademien 1984. Hon vilar på Billinge kyrkogård i Skåne.